# Jack Germond
Jack Germond Worthen (30 de enero de 1928 - 14 de agosto de 2013) fue un periodista, escritor y comentarista estadounidense. Su carrera periodística abarcó más de 50 años; Germond escribió para el Washington Star y The Baltimore Sun. Junto con Jules Witcover, coescribió "Politics Today", una columna sindicada de cinco días a la semana, durante más de 24 años.
Germond murió en su casa el 14 de agosto de 2013, a los 85 años de edad.

## Libros escritos

### Con Witcover
- Blue Smoke & Mirrors: How Reagan Won and Why Carter Lost the Election of 1980,  Viking Press (1981)
- Wake Us When It's Over: Presidential Politics of 1984, Macmillan (1985)
- Whose Broad Stripes and Bright Stars? The Trivial Pursuit of the Presidency 1988, Warner Books (1989)
- Mad As Hell: Revolt at the Ballot Box 1992,  Warner Books (1992)

### Solo
- Fat Man in a Middle Seat: Forty Years of Covering Politics, Random House (2002)
- Fat Man Fed Up: How American Politics Went Bad, Random House (2004)